# 375년

## 연호
- 동진(東晉) 영강(寧康) 3년
- 전량(前凉) 승평(昇平) 19년
- 전진(前秦) 건원(建元) 11년
- 대(代) 건국(建國) 38년

## 기년
- 동진(東晉) 효무제(孝武帝) 3년
- 신라(新羅) 내물 마립간(奈勿麻立干) 20년
- 고구려(高句麗) 소수림왕(小獸林王) 5년
- 백제(百濟) 근초고왕(近肖古王) 30년 / 근구수왕(近仇首王) 원년

## 사건
- 발람베르가 이끄는 훈족이 동고트족을 남쪽으로 몰아내다. 게르만족의 대이동이 시작되다.
- 백제, 어라하 근초고왕 세상을 떠남.  그의 아들 근구수왕이 왕위에 오름.

## 사망
- 백제(百濟)의 13대 어라하(於羅瑕) 근초고왕(近肖古王)
- 왕맹 - 오호십육국 시대 전진의 명재상
- 11월 17일 - 동로마 제국의 황제 발렌티니아누스